# Simyra albida
Simyra albida är en fjärilsart som beskrevs av Aurivillius 1880. Simyra albida ingår i släktet Simyra och familjen nattflyn. Inga underarter finns listade i Catalogue of Life.